# Carnaby
Carnaby är ort och civil parish i Storbritannien.   Den ligger i kommunen East Riding of Yorkshire och riksdelen England, i den östra delen av landet, 280 km norr om huvudstaden London. Carnaby ligger 27 meter över havet och antalet invånare är 415.
Terrängen runt Carnaby är platt. Havet är nära Carnaby åt sydost.  Närmaste större samhälle är Bridlington, 3,9 km öster om Carnaby. 